# Regionalwahl in den Marken 1985
Die Regionalwahl in den Marken 1985 fand am 12. und 13. Mai statt.

## Wahlergebnis
| Listen            | Listen                                        | Stimmen   | %    | Mandate |
| ----------------- | --------------------------------------------- | --------- | ---- | ------- |
|                   | Democrazia Cristiana                          | 359.314   | 36,1 | 15      |
|                   | Partito Comunista Italiano                    | 355.232   | 35,7 | 15      |
|                   | Partito Socialista Italiano                   | 104.587   | 10,5 | 4       |
|                   | Movimento Sociale Italiano – Destra Nazionale | 55.280    | 5,6  | 2       |
|                   | Partito Repubblicano Italiano                 | 36.639    | 3,7  | 1       |
|                   | Partito Socialista Democratico Italiano       | 32.439    | 3,3  | 1       |
|                   | Lista Verde                                   | 22.314    | 2,2  | 1       |
|                   | Partito Liberale Italiano                     | 11.772    | 1,2  | 1       |
|                   | Democrazia Proletaria                         | 10.136    | 1,0  | –       |
|                   | Liga Veneta – Alleanza Italiana Pensionati    | 5.433     | 0,5  | –       |
|                   | UV – Partito Democratico – UPAP – Ecologia    | 2.069     | 0,2  | –       |
| Gesamt            | Gesamt                                        | 995.215   | 100  | 40      |
|                   |                                               |           |      |         |
| Ungültige Stimmen | Ungültige Stimmen                             | 59.343    | 5,6  |         |
| Wähler            | Wähler                                        | 1.054.558 | 91,2 |         |
| Wahlberechtigte   | Wahlberechtigte                               | 1.155.684 |      |         |